# Gamla Köpstad

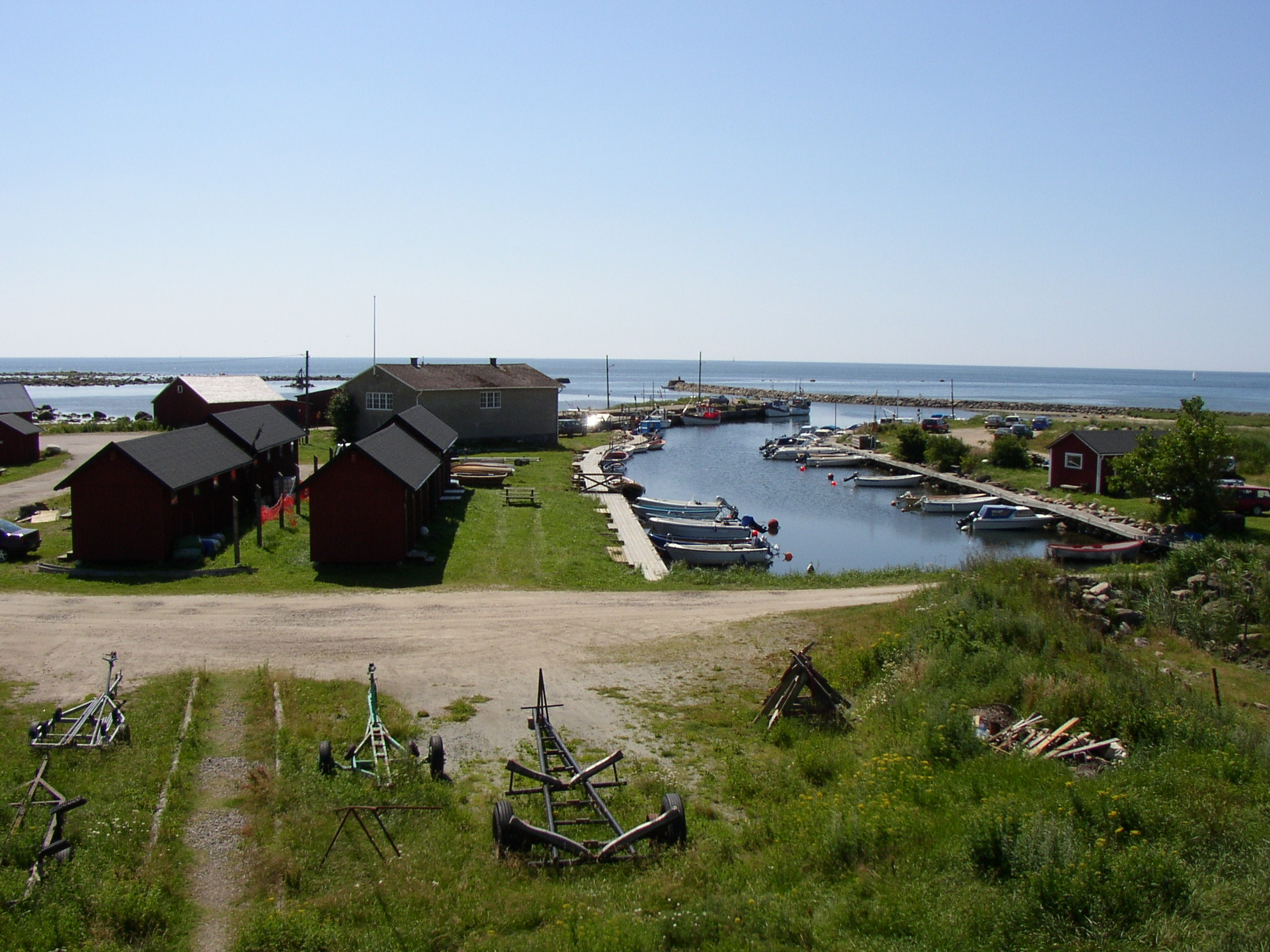
Der Hafen von Gamla Köpstad

Gamla Köpstad ist ein Ort in der Provinz Hallands län, knapp acht Kilometer südlich des Zentrums von Varberg in Schweden. Der Ort liegt direkt am Kattegat und hat eine Zufahrt für den kleinen Hafen, von dem Fischfang betrieben wird.
Vor 2015 war der Ort vom Statistiska centralbyrån als Småort ausgewiesen, zuletzt (2010) unter der Bezeichnung Gamla Köpstad södra och Galtabäck mit 91 Einwohnern. Seit 2015 gehört er als südlichster Ortsteil zum Tätort Varberg, zusammen mit den dazwischen liegenden vormals ebenfalls eigenständigen Tätortern Södra Näs und Träslövsläge, die mittlerweile ein faktisch durchgehend bebautes Gebiet entlang der Küste bilden.
Der vorgelagerte Küstenstreifen gehört zum Naturschutzgebiet Gamla Köpstad (Naturreservatet Gamla Köpstad). Am Ortsrand befinden sich einige Informationstafeln und ein Holzturm, von dem aus man den Ort und das Naturschutzgebiet überblicken kann.